# Аппій Клавдій Пульхр (консул 143 року до н. е.)
Аппій Клавдій Пульхр (186—130 роки до н. е.) — політичний, державний і військовий діяч Римської республіки, консул 143 року до н. е.

## Життєпис
Походив з патриціанського роду Клавдіїв. Син Гая Клавдя Пульхра, консула 177 року до н. е.
У 170 році до н. е. став членом жрецької колегії саліїв, а у 149 році — колегії авгурів.
У 146 році до н. е. Аппій став претором, а у 143 році до н. е. був обраний консулом разом з Квінтом Цецилієм Метеллом. Розпочав війну проти альпійського племені саласів — спочатку зазнав невдачі, а незабаром блискуче переміг. Намагався отримати тріумф, але сенат йому відмовив. Тоді Аппій Клавдій провів самостійно тріумф за власний рахунок. Коли йому в цьому намагалися завадити, то весталка Клавдія, донька Аппія, вскочила на колісницю переможця, що дозволило продовжити церемонію.
У 142 році до н. е. Аппій намагався здобути посаду цензора, але програв. Втім у 136 році до н. е. все ж його обрано цензором разом з Квінтом Фульвієм Нобіліором. Цього ж року був обраний принцепсом сенату. У 133 році до н. е. Аппій підтримав реформи Тіберія Гракха, увійшовши до числа уповноважених із розподілу землі. Цим він займався до своєї смерті у 130 році до н. е.

## Родина
Дружина — Антистія (179—135 роки до н. е.)
Діти:
- Клавдія Прима (165—131 роки до н. е.), весталка
- Клавдія Секунда, дружина Тіберія Гракха
- Клавдія Терція, дружина Квінта Марція Філіпа, монетарія 126 року до н. е.
- Гай Клавдій Пульхр, консул 92 року до н. е.
- Аппій Клавдій Пульхр, консул 79 року до н. е.